# ویکتوریا فورد
ویکتوریا فورد (انگلیسی: Victoria Forde; ۲۱ آوریل ۱۸۹۶ – ۲۴ ژوئیهٔ ۱۹۶۴) هنرپیشه اهل ایالات متحده آمریکا بود.